# Břidlicová chata (Staré Oldřůvky)
Břidlicová chata (nazývaná také Břidlicový srub, Srub u jámového dolu) se nachází u odvalu bývalého břidlicového dolu v důlní oblasti Údolí Budišovky v katastru vsi Staré Oldřůvky (části městečka Budišov nad Budišovkou) ve Vítkovské vrchovině (subprovincie pohoří Nízký Jeseník) v okrese Opava v Moravskoslezském kraji. Břidlicová chata je postavená trampy. Chata je již zamčená z důvodu vandalismu. Je vybudovaná z břidlicových ruin původní štípárny břidlic. Na místě je také tábořiště s ohništěm. Na dveřích chaty jsou vyvěšená pravidla používání ohniště. Místo je přístupné po naučné stezce Břidlicová stezka. Poblíž se nachází několik břidlicových dolů.

## Galerie

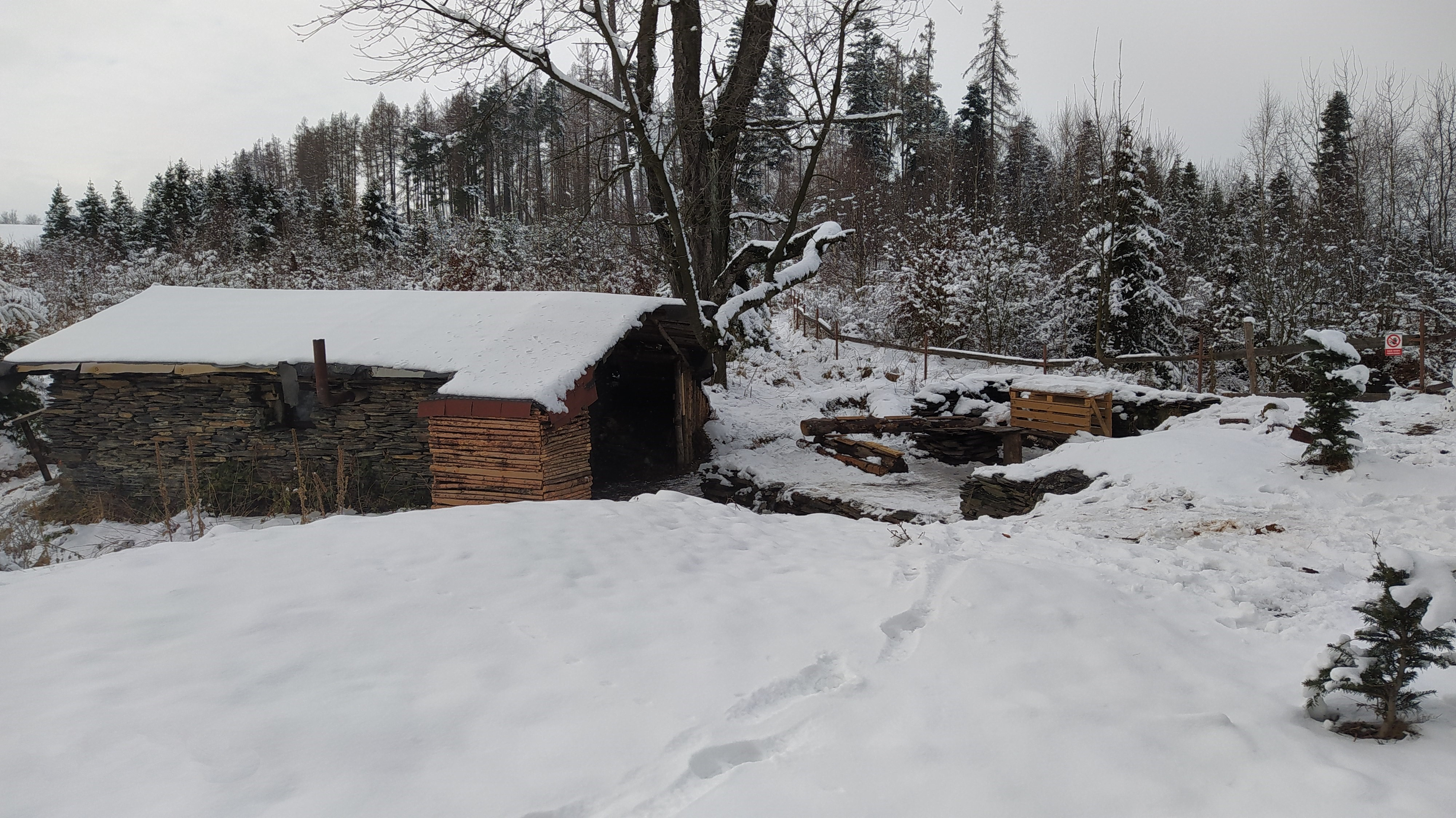
Břidlicová chata
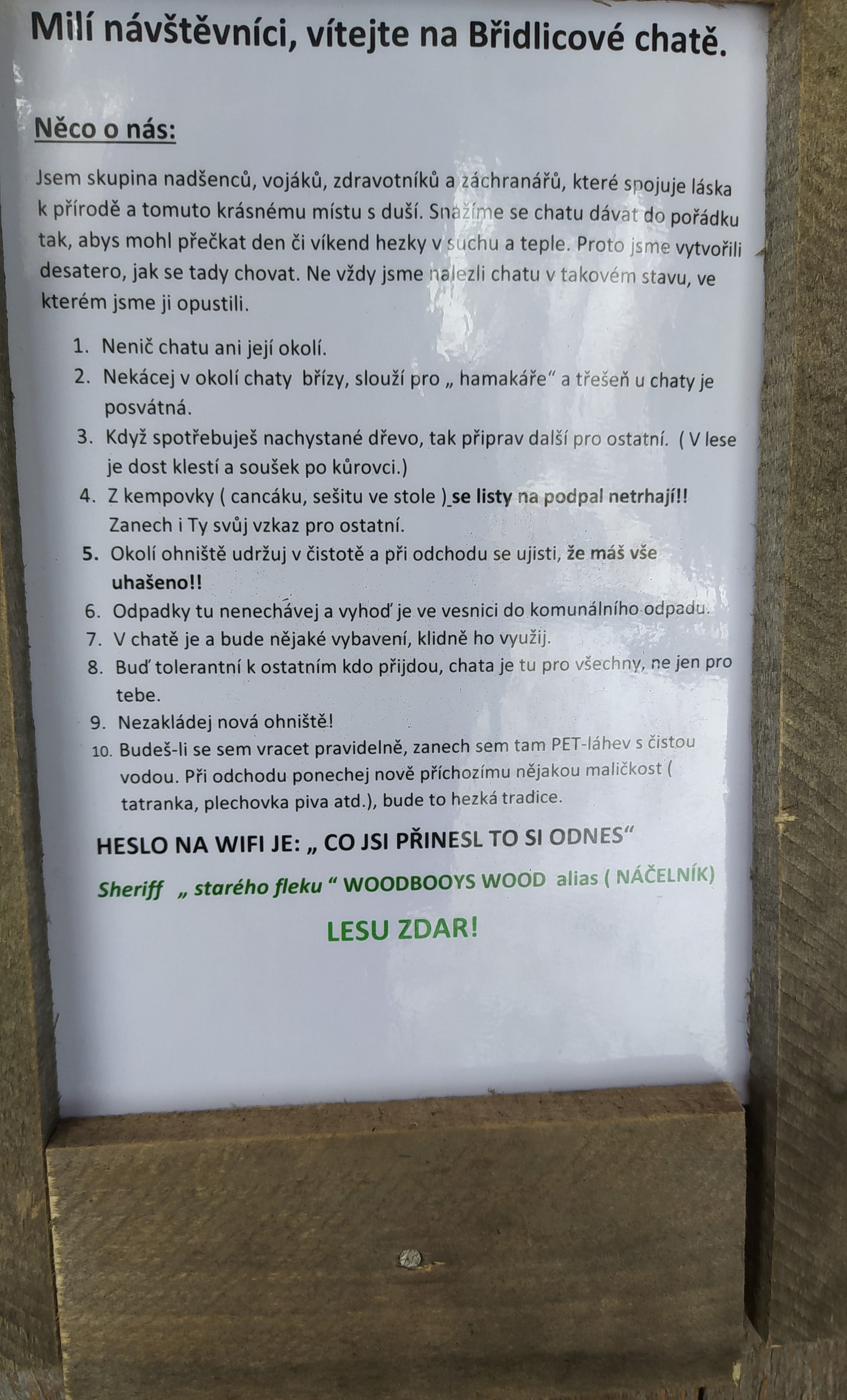
Pravidla používání Břidlicové chaty